# Otello (Rossini)
Otello ossia Il moro di Venezia (Italiaans: Othello, de moor van Venetië) is een opera in drie akten van componist Gioacchino Rossini op een libretto van tekstschrijver Francesco Maria Berio di Salsi. De première vond plaats op 4 december 1816 in het Teatro del Fondo in Napels. Het stuk wordt gezien als Rossini's eerste serieuze werk en een van zijn grotere successen.

## Ontstaan
Hoewel de opera indirect gebaseerd is op Shakespeare's Othello (uit circa 1603) vormden de tragediestukken van Jean François Ducis Othello ou Le More du Venise (1792) en vooral Othello (1813) van Giovanni Carlo Baron Cosenza de voornaamste bronnen. De verhaallijn wijkt in meerdere opzichten af van het origineel. De handeling vindt plaats in Venetië aan het eind van de 18e eeuw en niet op Cyprus. De rol van Iago is aanzienlijk gereduceerd en minder kwaadaardig.

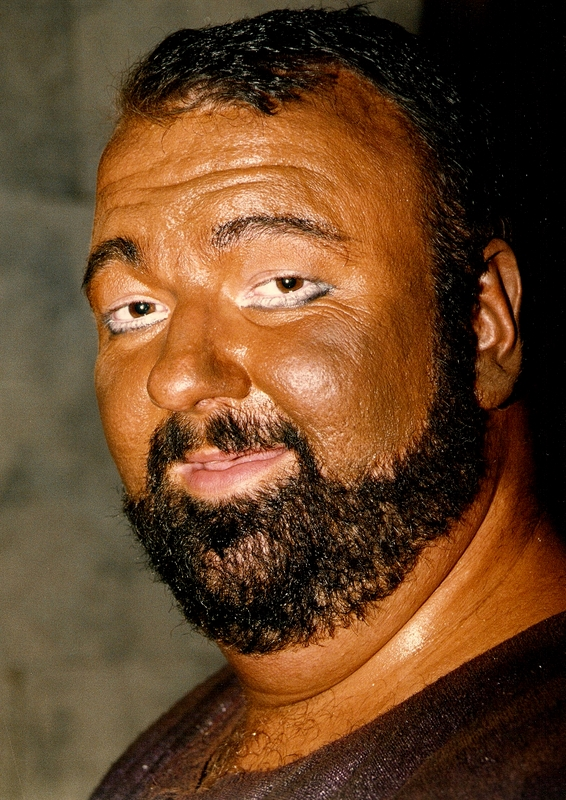
Chris Merritt als Otello op het Rossini Opera Festival in Pesaro, 1986.

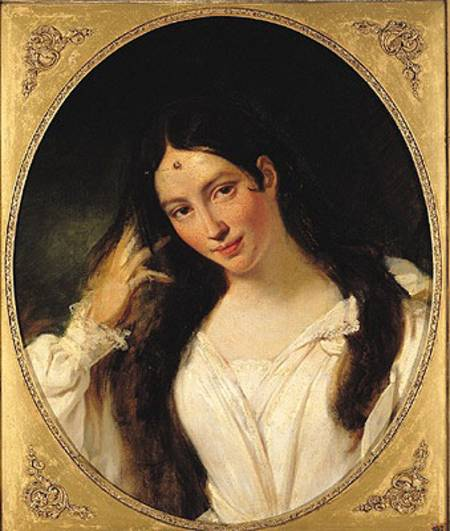
Portrait de la Malibran en Desdémone door François Bouchot omstreeks 1834.

Rossini schreef zijn Otello direct na zijn opera's Il barbiere di Siviglia en La gazzetta, oorspronkelijk voor het Napolitaanse Teatro San Carlo, maar toen dat in de nacht van 13 op 14 februari 1816 afbrandde, verhuisde de productie naar het Teatro del Fondo, tegenwoordig bekend als Teatro Mercadante. Omdat er in Napels onvoldoende baritons en bassen beschikbaar waren, werden alle mannelijke hoofdrollen geschreven voor tenor. De rollen van Rodrigo en Iago gelden als technisch uitdagend. De rol van Otello zelf vergt een bereik van tweeënhalf octaaf.

## Ontwikkeling
Aanvankelijk kende het werk veel succes met opvoeringen in Venetië (1818) en Rome (1820) en buiten Italië in Lyon (1823), Brussel, Londen (1824) en Parijs (1826). Op 18 april 1835 vond een opvoering plaats in het Aktientheater in Zürich met Duitse en Engelse boventiteling.
Tot in de jaren na 1880 werd Otello in heel Europa regelmatig opgevoerd, vaak in aangepaste vorm, bijvoorbeeld met toegevoegde aria's uit La donna del lago en Armida en andere latere Rossini-opera's. Na het verschijnen van Verdi's Otello in 1887 verdween zijn voorganger uit de publieke belangstelling. Verdi noemde Rossini's stuk wel een meesterwerk, maar zijn eigen, afwijkende behandeling van het drama overtrof het succes van Rossini's Otello. Tijdens de Rossini-renaissance van de 20e eeuw werd de vroege Otello ook herontdekt, maar tegenwoordig wordt het werk niet vaak meer opgevoerd.

## Waardering
Het gondelierslied Nessun Maggior Dolore ("Er is geen grotere kwelling") uit de derde akte, op een tekst ontleend aan Dante, werd in 1854 gebruikt door Franz Liszt als basis voor de Canzone in het deel Venezia e Napoli van zijn Années de Pèlerinage.
De aria Assisa a' pie d'un salice ("Gezeten aan de voet van een wilg"), de finale solo van Desdemona, behoort tot de meest expressieve stukken die de componist schreef voor sopraan. Hoewel door critici afgedaan als te pathetisch, genoot het lied gedurende de 19e eeuw grote populariteit.
La cambiale di matrimonio (1810) · L'equivoco stravagante (1811) · L'inganno felice (1812) · Ciro in Babilonia (1812) · La scala di seta (1812) · Demetrio e Polibio (1812) · La pietra del paragone (1812) · L'occasione fa il ladro (1812) · Il signor Bruschino (1813) · Tancredi (1813) · L'italiana in Algeri (1813) · Aureliano in Palmira (1813) · Il turco in Italia (1814) · Sigismondo (1814) · Elisabetta, regina d'Inghilterra (1815) · Torvaldo e Dorliska (1815) · Il barbiere di Siviglia (1816) · La gazzetta (1816) · Otello (1816) · La Cenerentola (1817) · La gazza ladra (1817) · Armida (1817) · Adelaide di Borgogna (1817) · Mosè in Egitto (1818) · Ricciardo e Zoraide (1818) · Adina (1818) · Ermione (1819) · Eduardo e Cristina (1819) · La donna del lago (1819) · Bianca e Falliero (1819) · Maometto II (1820) · Matilde di Shabran (1821) · Zelmira (1822) · Semiramide (1823) · Ugo, re d'Italia (1824) · Il viaggio a Reims (1825) · Le siège de Corinthe (1826) · Ivanhoé (1826) · Moïse et Pharaon (1827) · Le comte Ory (1828) · Guillaume Tell (1829)